# Mohammed Rabiu
Mohammed Rabiu (* 31. Dezember 1989 in Accra) ist ein ghanaischer ehemaliger Fußballspieler auf der Mittelfeldposition.

## Karriere

### Verein
Am 31. Januar 2008 wechselte Mohammed Rabiu auf Leihbasis vom ghanaischen Verein Liberty Professionals zum spanischen Zweitligisten Gimnàstic de Tarragona. Erstmals eingesetzt wurde er am 18. Mai 2008 gegen Sevilla Atlético. Im Sommer 2008 folgte ein weiteres Leihgeschäft zu Deportivo Xerez, für den er erstmals am 11. November 2008 gegen CD Teneriffa spielte. In der Saison 2009/10 war Rabiu an Sampdoria Genua ausgeliehen. Danach ging er zum italienischen Erstligisten Udinese Calcio, der zu diesem Zeitpunkt seine Transferrechte besaß, und wurde im August 2010 umgehend für ein Jahr an den französischen verein FC Évian Thonon Gaillard verliehen, der damals in der Ligue 2 spielte. Hier kam er in seiner ersten Saison auf zehn Einsätze in der Profimannschaft und wurde im Anschluss fest verpflichtet. In den beiden folgenden Jahren spielte er mit Évian in der Ligue 1 und kam dort regelmäßig zum Einsatz. 2013 wechselte er schließlich zum FK Kuban Krasnodar in die russische Premjer-Liga.

### Nationalmannschaft
2009 spielte Mohammed Rabiu in der Qualifikation zur U-20-Afrikameisterschaft erstmals für die Ghanaische U-20-Nationalmannschaft. Im gleichen Jahr wurde er mit dieser Mannschaft U-20-Weltmeister.
2011 debütierte er in der ghanaischen Nationalmannschaft. Bei der WM 2014 ist er Teil des ghanaischen Kaders.